# Пистрак, Моисей Михайлович
Моисей Михайлович Пистрак (1888—1937) — советский педагог, доктор педагогических наук; организатор народного образования в СССР. Ввёл понятие «политехнизм», в которое включал не только профессиональные знания, но личные качества человека, соответствующие потребностям индустриального производства. Отстаивал многообразие форм приобщения детей к труду, первым поставил вопрос о разработке и изучении в школе главных отраслей производства.

## Биография
Родился 3 сентября (15 сентября по новому стилю) 1888 года в Каменец-Подольске Подольской губернии в еврейской семье.
В 1914 году окончил физико-математический факультет Варшавского университета. Но педагогическую деятельность начал еще в 1906 году, преподавая в частных школах Варшавы.
После Октябрьской революции, в 1918—1931 годах работал в Наркомпросе РСФСР и одновременно руководил в Москве опытно-показательной школьной коммуной им. П. Н. Лепешинского. В 1924 году вступил в РКП(б)/КПСС, среди рекомендовавших его в партию были Ф. Э. Дзержинский, Н. К. Крупская, А. А. Сольц. В 1925 году Пистрак возглавил программно-методическую подсекцию и комиссию по школам II ступени в научно-педагогической секции Государственного учёного совета (ГУСа). В 1931—1936 годах был заведующим кафедры, затем — проректором по научной работе и ректором Северо-Кавказского университета в Ростове-на-Дону. В 1934 году руководил Северо-Кавказским НИИ педагогики. В 1936—1937 годах М. М. Пистрак работал директором ЦНИИ педагогики при Высшем коммунистическом институте просвещения. Жил в Москве во 2-м Обыденском переулке, 9.
Был арестован по обвинению в контрреволюционной деятельности и 25 декабря 1937 года расстрелян. Реабилитирован посмертно в 1956 году. Кенотаф установлен на Востряковском кладбище (на нём указан год смерти — 1940).